# Paradise Park
Paradise Park is een dierentuin in Hayle, Cornwall, Engeland. Er worden meer dan duizend dieren gehouden en is ook de thuisbasis van de World Parrot Trust, een internationale organisatie voor de bescherming van papegaaien.
Het park werd in 1973 geopend door Mike en Audrey Reynolds, toen nog onder de naam Bird Paradise. De focus ligt nog steeds op exotische vogels, en vooral papegaaiachtigen.

## Het park
Het park is ongeveer 5,6 hectare groot en omvat onder andere Glanmor House met een Victoriaanse ommuurde tuin, een Jungle Walk, een een kinderboerderij, een treintje, de Jungle Barn (een binnenspeeltuin) en een boswandeling voor lokale soorten. De focus ligt nog steeds op exotische vogels, en vooral papegaaiachtigen. De laatste toevoeging aan het park is The Tropics, een serie volières voor de tropische papegaaisoorten en daarnaast een doorloopvolière voor tropische vogels.
Het park heeft naast een aantal voedervoorstellingen ook drie vogelshows:
- Eagles of Paradise; een show met roofvogels, zoals de Amerikaanse zeearend en de palmgier.
- Flight of the Rainbows; een show waar de lori's vrij rond vliegen en gevoerd kunnen worden met nectar.
- Free Flying Bird Show; een show met allerlei soorten, zoals alpenkraai en papegaaien.

## Conservatie
Naarmate de jaren vorderden, werd de situatie van vele vogelsoorten duidelijk en daarom werd conservatie het belangrijkste aandachtspunt van het park. Dit leidde tot de oprichting van  de World Parrot Trust in 1989. Deze organisatie heeft nu meer dan 2000 leden in 22 landen, die werken aan de bescherming van 80 soorten in 43 landen.
In hetzelfde jaar werd Operation Chough gestart om de lokale diersoort, de alpenkraai, te beschermen door te fokken met deze soort en de dieren vervolgens in het wild vrij te laten in niet alleen Cornwall, maar ook in Kent en op Jersey.
Andere beschermingsprojecten waar het park aan (mee)werkt:
- Water Vole Reintroduction Project; herintroductie van woelratten.
- International Vulture Programme; in samenwerking met de Hawk Conservancy Trust, bescherming en onderzoek van zeven giersoorten.
- Red Panda Project; onderdeel van het internationale Red Panda Network om kleine panda's te beschermen.
- Barn Owls in Cornwall Project; in samenwerking met de Cornwall Bird Watching & Preservation Society, om onderzoek te doen naar kerkuilen in Cornwall.
- Red Squirrel Project; fok, herintroductie en bescherming van rode eekhoorns in Cornwall.

### Fokprogramma's
Het park neemt deel aan meerdere internationale fokprogramma's en coördineert en beheert het EEP-stamboek voor de alpenkraai.

## Dieren
De dierentuin huisvest meer dan 1200 dieren, waarvan zo'n 700 papegaaiachtigen, die ook de specialisatie van het park zijn. Een lijst van dieren gehouden in 2024:

### Papegaaiachtigen
- Blauw-gele ara
- Blauwkeelara
- Blauwkeelparkiet
- Borstelkoppapegaai
- Buffons ara
- Cuba-amazone
- Duyvenbodes lori
- Filipijnse kaketoe
- Forstens regenbooglori
- Geelkopamazone
- Geelvleugelamazone
- Geelvleugelara
- Goffins kaketoe
- Goudparkiet
- Grasparkiet
- Grijsborstparkiet
- Grijze roodstaartpapegaai
- Grote alexanderparkiet
- Halsbandparkiet
- Hyacintara
- Incakaketoe
- Kapparkiet
- Karmozijnbuikparkiet
- Kea
- Kleine geelkuifkaketoe
- Kraagpapegaai
- Lears ara
- Lori van de Blauwe Bergen
- Mitchells regenbooglori
- Molukse edelpapegaai
- Molukse kaketoe
- Nandayparkiet
- Nyasa-agapornis
- Oranjekuifkaketoe
- Prachtlori
- Prinses-van-Walesparkiet
- Pruimkopparkiet
- Regenbooglori
- Roodhalsregenbooglori
- Roodschouderara
- Roodstaartraafkaketoe
- Roze kaketoe
- Soldatenara
- Stella's lori
- Strepenlori
- Timnehpapegaai
- Tritongeelkuifkaketoe
- Venezuelaparkiet
- Viooltjeslori
- Witbuikcaique
- Witruglori
- Witte kaketoe
- Zonparkiet
- Zwarte kaketoe
- Zwarte lori
- Zwartwangagapornis

### Roofvogels en uilen
- Amerikaanse zeearend
- Andescaracara
- Bateleur
- Buizerd
- Kerkuil
- Laplanduil
- Oehoe
- Palmgier
- Roodbroekdwergvalk
- Savannearend
- Steenarend
- Woestijnbuizerd

### Zangvogels
- Afrikaanse vink
- Alpenkraai
- Azuurmees
- Balispreeuw
- Bonte lijstergaai
- Bruinborstrietvink
- Bruinkopgors
- Damalijster
- Driekleurige glansspreeuw
- Gouldamadine
- Grote beo
- Grote textorwever
- Indische blauwrug
- Japanse nachtegaal
- Ménégauxs lijstergaai
- Napoleonwever
- Raaf
- Roodsnavelkitta
- Roodvoorhoofdwever
- Spitsstaartamadine
- Witkopgors
- Witkruinlawaaimaker
- Witkuiflijstergaai
- Zilveroortimalia

### Overige vogels
- Argusfazant
- Bartletts dolksteekduif
- Bruine muisvogel
- Cabots saterhoen
- Chinese dwergkwartel
- Edwards' fazant
- Fischers toerako
- Goudfazant
- Hop
- Humboldtpinguïn
- Kluut
- Kookaburra
- Kuifkwartelduif
- Livingstones toerako
- Mandarijneend
- Manenduif
- Mauritiusduif
- Noordelijke hoornraaf
- Palawanspiegelpauw
- Purperkoet
- Purperkuiftoerako
- Reuzentoekan
- Reuzentoerako
- Ringtaling
- Rode flamingo
- Rode ibis
- Roelroel
- Roodkuiftoerako
- Rothschilds pauwfazant
- Trompetvogel
- Uilnachtzwaluw
- Violette toerako
- Visayaneushoornvogel
- Von der Deckens tok
- Vorkstaartscharrelaar
- Waaierduif
- Waaliaduif
- Witkuiftoerako
- Witwangfluiteend
- Witwangtoerako

### Zoogdieren
- Dwergezel
- Dwergmuis
- Huiscavia
- Kleine panda
- Kleinklauwotter
- Ouessantschaap
- Rex konijn
- Rode eekhoorn
- West-Afrikaanse dwerggeit